# دي أنتوني
دي أنتوني (بالإنجليزية: Dee Anthony)‏ هو مدير مواهب أمريكي، ولد في 9 أبريل 1926، وتوفي في 25 أكتوبر 2009 بسبب ذات الرئة.

## وصلات خارجية
- دي أنتوني على موقع قاعدة بيانات برودواي على الإنترنت (الإنجليزية)